# Kristin Laurensdotter
Kristin Laurensdotter, som nämns 1453, var en svensk nunna i Nådendals kloster.

## Biografi
Kristin Laurensdotter hade släktingar i Pemar socken. Hon var gift med Hans Simonsson i Loukinainen by i Lundo, som avled före 1453. Hennes far, borgaren i Åbo Laurens Hannesson, hon själv, hennes syster Valborg och Valborgs man, borgaren i Åbo Thomas Korro, skänkte efter makens död en förgylld silverkalk och –paten till Sankt Görans hospital i Åbo. Den var troligen tillverkad av Sven guldsmed i Åbo (nämns 1443–1480). År 1453 gick Kristin som änka in i Nådendals kloster och som provent gav hon jord i byn Vankio, granne till Loukinainen. Jorden hade samlats genom köp och jordbyten med släktingar eller utomstående. Kristins proventgåva godkändes av henne systrar Valborg och Katrin och den senares make, borgaren i Åbo Matts Gregersson.